# Bolívar (Cochabamba)
Pour les articles homonymes, voir Bolívar.
Bolívar est une petite localité du département de Cochabamba, en Bolivie, et le chef-lieu de la province de Bolívar. Sa population s'élevait à 467 habitants en 2001.

## Géographie
Bolívar situé à une altitude de 3 735 m, dans la cordillère d'Azanaques, dans la partie septentrionale de la Cordillère centrale bolivienne.

## Population
La population de Bolívar s'élevait à 467 habitants au recensement de 2001.

## Communications
Bolívar est traversé par l'important axe routier qui relie les villes de d'Oruro et de Cochabamba, en passant par les chefs-lieux de province d'Arque et de Capinota. Oruro est situé à environ 100 km à l'ouest de Bolivar, et Cochabamba à 120 km au nord-est de la ville.